# Prachtgeweervogel
De prachtgeweervogel (Ptiloris magnificus) is een zangvogel uit de familie Paradisaeidae (paradijsvogels).

## Verspreiding en leefgebied
Deze soort telt twee ondersoorten:
- P. m. alberti: noordoostelijk Australië.
- P. m. magnificus: westelijk en centraal Nieuw-Guinea.

## Status
De grootte van de populatie is niet gekwantificeerd maar de soort wordt omschreven als algemeen. Op de Rode lijst van de IUCN heeft deze soort de status niet bedreigd.